# کاسکید (آیووا)
کاسکید (به انگلیسی: Cascade) شهری در ایالت آیووا کشور ایالات متحده آمریکا است که جمعیت آن در سرشماری سال ۲۰۱۰ میلادی، ۲٬۱۵۹ نفر بوده‌است.

## موقعیت جغرافیایی
موقعیت جغرافیایی شهرها و مناطق اطراف به شرح زیر است: